# المسامح كريم (برنامج تونسي)
المسامح كريم هو برنامج حواري تونسي يبث على قناة حنبعل ، تتلخص فكرة البرنامج في محاولة إقامة علاقات الصلح بين أفراد متخاصمين وذلك عن طريق محاولة استدعاء طرفي الخصام إلى إستوديو البرنامج وحل المشكلة عن الطريق التوسط وهذا الذي يقوم به مقدم البرنامج.

## البرنامج
المسامح كريم هو ابرز البرامج الموجودة حاليا في تونس هو يأخذ نسبة مهمة من نسب المشاهدة منذ انطلاق البرنامج سنة 2005 وهو النسخة الأصلية

## مشابهة
برنامج عندي مانقلك الذي يبث حاليا على قناة الحوار التونسي وهو البرنامج المنافس في تونس